# Юдасін Леонід Григорович
Леонід Григорович Юдасін (рос. Леонид Григорьевич Юдасин; нар. 8 серпня 1959, Ленінград) – ізраїльський шахіст російського походження, гросмейстер від 1984 року.

## Шахова кар'єра
У своїй кар'єрі двічі був претендент на звання чемпіона світу з шахів. Першу путівку на матчі претендентів виграв 1990 року, посівши на міжзональному турнірі в Манілі 9-те місце. Розіграний рік по тому в Ризі матч 1-го раунду проти Василя Іванчука завершився, проте, його поразкою з рахунком ½ - 4½. У наступному циклі боротьби за шаховий трон також завоював путівку, бо дуже гарно виступив у Білі в році 1993 році, де посів 6-те місце. Так само, як і три роки тому, не вийшов у 2-й раунд, програвши  1994 року у Вейк-ан-Зеє Володимирові Крамнику з рахунком 2½ - 4½.
Досягнув низки інших істотних успіхів, зокрема: переміг на чемпіонаті СРСР 1990 року в Ленінграді (разом з Олександром Бєлявським, Євгеном Барєєвим і Олексієм Вижманавіним), посів 1-ше місце в Памплоні в 1990 році (перед Віктором Корчним) і в 1991 році (разом з Мігелем Ільєскасом Кордобою), посів 1-ше місце в Дос-Ерманасі в 1992 році (перед Володимиром Акопяном), посів 1-ше місце в Леоні в 1993 році (перед, зокрема, Анатолієм Карповим, Веселином Топаловим і Петером Леко), посів 1-ше місце на чемпіонаті Ізраїлю 1994 року в Тель-Авіві, двічі посів 1-ше місце в Реджо-Емілії (1997/98, разом з Дмитром Комаровим та 1999/00, одноосібно), а також поділив 1-ше місце в Ано-Ліосії (2000/01, разом із, зокрема, Володимиром Бакланом і Сергієм Шиповим).
Дворазовий призер шахових олімпіад. Обидві медалі завоював на олімпіаді в Новому Саді 1990: золоту в командному заліку радянську і бронзову в особистому заліку на 5-й шахівниці. Крім старту в 1990 році, ще двічі виступив на олімпіадах (в 1994 і 1996 роках), представляючи Ізраїль.
Найвищий рейтинг Ело в кар'єрі мав станом на 1 січня 1991 року, досягнувши 2645 очок ділив тоді 8-ме місце (разом з Валерієм Саловим) у світовому списку ФІДЕ, одночасно займаючи 1-ше місце серед ізраїльських шахістів.

## Зміни рейтингу
| На цьому місці має відображатися графік чи діаграма, однак з технічних причин його відображення наразі вимкнено. Будь ласка, не видаляйте код, який викликає це повідомлення. Розробники вже працюють для того, щоби відновити штатне функціонування цього графіка або діаграми. | |
| | На цьому місці має відображатися графік чи діаграма, однак з технічних причин його відображення наразі вимкнено. Будь ласка, не видаляйте код, який викликає це повідомлення. Розробники вже працюють для того, щоби відновити штатне функціонування цього графіка або діаграми. |